# アトナ

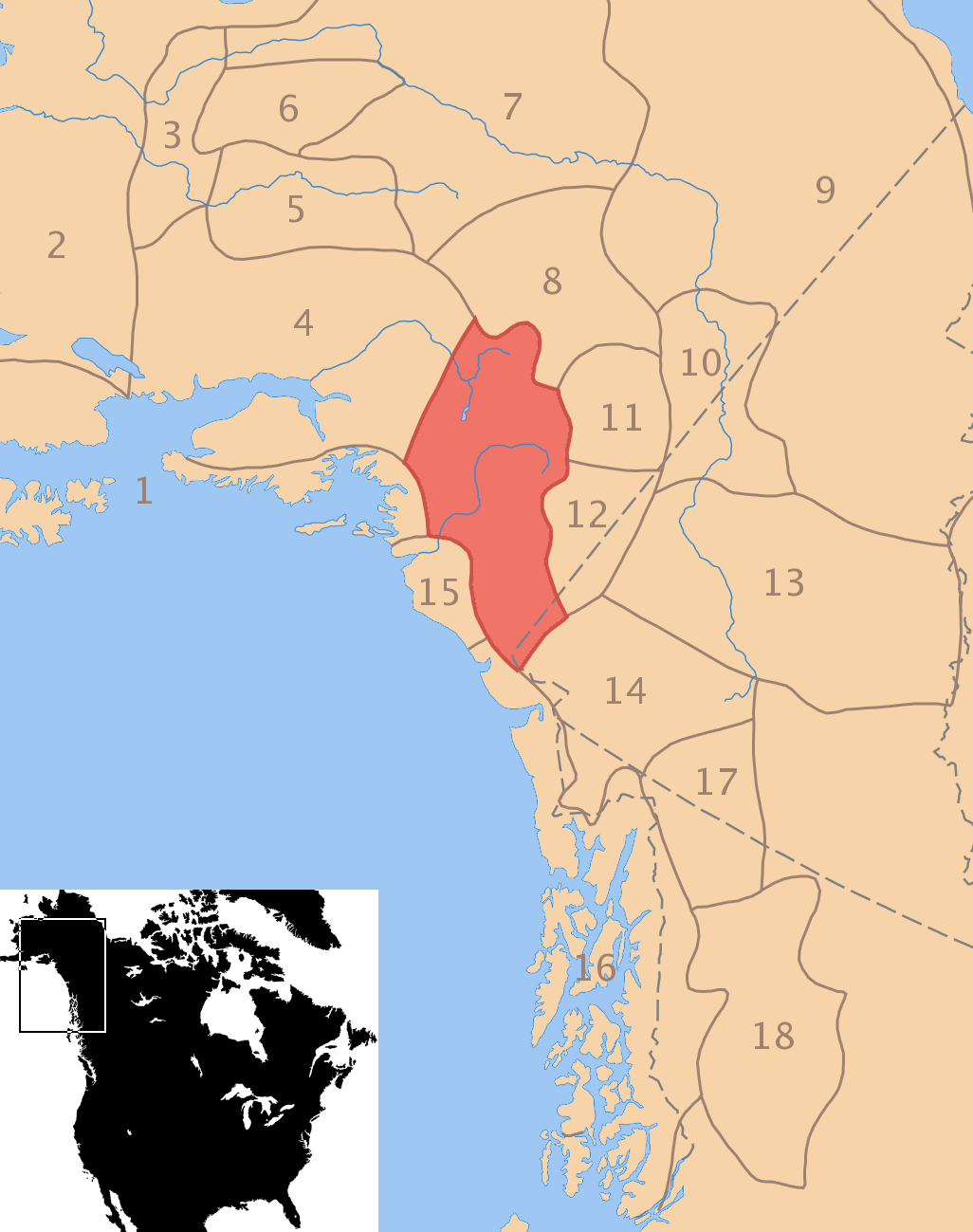
ヨーロッパ人到達前のアトナの居住地域(赤塗り部分)

アトナ（Ahtena=ice people）はアメリカ州の先住民族でアサバスカ族に属する。
アラスカ州コッパー川の流域に住んでいる。